# 巴西翼龍屬
巴西翼龍屬（屬名：Brasileodactylus）是翼龍目鳥掌翼龍科的一屬，化石發現於巴西塞阿臘州Chapada do Araripe的下桑塔納組，年代為白堊紀的阿普第階。
在1984年，翼龍類學家亞歷山大·克爾納（Alexander Kellner）將這些化石進行敘述、命名，模式種為阿拉利坡巴西翼龍（B. araripensis）。屬名意為「巴西的手指」；種名則是以化石發現處的Araripe Plateau為名。
正模標本（編號MN 4804-V）只有一個部分下頜。除此之外，還有一些化石被歸類於巴西翼龍，包含：一個下頜、一個上下頜的前段、一個破碎的身體骨骼、以及一個42.9公分長的頭顱骨。另外，一個下頜、左翼近端骨頭被歸類為巴西翼龍的未確定命名種（Brasileodactylus sp. indet.）。
巴西翼龍是種中型翼龍類，翼展估計接近約4公尺。巴西翼龍具有長而間狀的口鼻部，嘴部前段具有圓椎狀牙齒，牙齒長而細、向前傾斜。巴西翼龍的口鼻部、下頜沒有冠飾，這點不同於巴西的其他翼龍類。
亞歷山大·克爾納命名巴西翼龍時，將牠們歸類於鳥掌翼龍科。之後在1991年，克爾納將其改歸類於翼手龍亞目的分類未定屬。在2000年，克爾納提出巴西翼龍與古魔翼龍科有相似處。在2001年，大衛·安文（David Unwin）也提出巴西翼龍類似古魔翼龍，之後撤回這個意見。在2003年，埃伯哈德·弗雷伊（Eberhard Frey）提出巴西翼龍是殘喙翼龍的一個種。在2007年，大衛·安文、大衛·馬提爾（David Martill）則提出玩具翼龍是巴西翼龍的次異名。

## 外部連結
- The Pterosaur Databse （页面存档备份，存于）